# Comunità montana Valli Chisone e Germanasca
La Comunità montana Valli Chisone e Germanasca era un comprensorio montano del Piemonte.

## Storia
La comunità montana univa 16 comuni della Val Chisone e della Valle Germanasca per un totale di circa 20 000 abitanti. A partire dall'ottobre del 2009, in seguito agli accorpamenti stabiliti dalla Regione Piemonte, è entrata a far parte, insieme alla Comunità Montana Val Pellice e a quella del Pinerolese Pedemontano della nuova Comunità montana Pinerolese Pedemontano.                
Suo scopo principale era quello di favorire lo sviluppo delle due valli nella salvaguardia del patrimonio ambientale e culturale proprio.
Negli anni ha promosso soprattutto le seguenti attività:
- salvaguardia degli alpeggi
- sviluppo del turismo

La sede della Comunità montana si trovava a Perosa Argentina.
Nel 2010 il suo territorio è entrato a far parte della nuova Comunità montana del Pinerolese.